# Феномен социального обмена эмоциями
Социальный обмен эмоциями можно охарактеризовать как явление из области психологии, связанное со стремлением людей рассказать о своих эмоциональных переживаниях и поделиться ими с другими . Иными словами — это процесс повторного переживания эмоций в рамках межличностного взаимодействия. Данный термин был введен бельгийским психологом Бернардом Риме в 1991 году. Он проводил научные исследования, посвященные изучению эмоционального состояния людей после чрезвычайных происшествий или сильных эмоциональных потрясений. Уже первая серия экспериментов показала, что в 88-96 % респондентов хотят делиться своими эмоциональными переживаниями после того, как событие произошло. Его работа — важное открытие в области социальной психологии, поскольку в ней ставится под сомнение общепринятое понимание эмоций как кратковременных внутренних состояний человека. В связи с этим, исследования Риме открывают перспективы принципиально нового понимания эмоций и связанных с ними процессов.

## Исследования
Первое эмпирическое исследование, посвященное социальному обмену эмоциями, проводилось в 1991 году. Риме хотел понять, в какой момент возникает феномен и как долго длится его действие после того, как событие произошло. Также он задавался вопросом, какую роль играет возраст, пол и культурная среда в данном явлении. Участники исследования должны были заполнить анкету, где им предлагалось вспомнить важные события, которые вызвали у них сильные эмоции. Затем они должны были ответить на вопросы о том, как они справлялись со своими переживаниями. Выяснилось, что подавляющее большинство предпочитало делиться своими переживаниями с другими. Однако Риме понимал, что результаты данного эксперимента могли быть недостаточно достоверными. Поскольку, например, участники исследования могли попросту забыть некоторые детали произошедшего с ними случая или запомнить лишь его определенные части, в силу чего интерпретация события могла быть искаженной.
Поэтому для второго этапа, учитывая наличие возможных погрешностей, решили использовать личные дневники участников эксперимента. Респонденты должны были заполнять его ежедневно. Участникам было предложено записывать наиболее значимые события дня, а затем отвечать на вопросы, касающиеся того, делились они эмоциями с окружающими людьми или нет. В 58 % случаев респонденты разделяли свои переживания со знакомыми в день события.
В третьем исследовании применялся другой подход. Его суть заключалась в том, что исследователи должны были общаться с респондентами после событий, которых участники эксперимента ждали довольно продолжительное время. Например, это могло быть рождение ребенка или же сдача экзамена. В итоге результат схож: в 96-100 % случаев люди делились своими эмоциями. Интересно, что, несмотря на различие событий по их значимости, эмоциональный отклик был приблизительно одинаковой силы.
Для того, чтобы окончательно убедиться в том, что существует причинно-следственная связь между эмоциональным переживанием и последующим за ним желанием поделиться чувствами с кем-либо, было проведено четвертое исследование. В данном эксперименте попросили поучаствовать двух друзей. Одному из них показали три различных фрагмента из фильмов: первый отрывок был взят из документального фильма о животных (что должно было вызвать у респондента слабые эмоции), второй фрагмент был посвящен схватке между хищниками (нужно было вызвать нейтральные эмоции), в третьем — была показана сцена жестокого обращения с животными (нужно было вызвать сильные эмоции). В это же время второй испытуемый выполнял задания, которые не вызывали практически никакого эмоционального отклика. Затем обоих участников оставили вдвоем, просив подождать несколько минут до начала следующей части эксперимента. В это время исследователи записывали их разговор и анализировали его на предмет наличия межличностного обмена эмоциями. В итоге было выявлено, что сразу же после того, как респонденты испытали эмоции, у них возникла необходимость поделиться ими с друг с другом.

## Общие выводы
Гендерные различия
Несмотря на общепринятое мнение, согласно которому женщины, по сравнению с мужчинами, более склонны делиться своими эмоциями с окружающими, результаты вышеупомянутых исследований, напротив, демонстрируют отсутствие явных гендерных различий в процессе социального обмена эмоциями. Различие заключается только в том, каких собеседников выбирают представители обоих полов для обмена переживаниями. Выяснилось, что для женщин не так важно, с кем делиться своими эмоциями: они равно делятся ими с родственниками, подругами и половыми партнерами. С мужчинами дело обстоит сложнее: они доверяют чувства в первую очередь своим супругам, и только потом — близким друзьям и родственникам.
Возраст
Выбор собеседника для социального обмена эмоциями напрямую зависит от возраста. Маленькие дети в возрасте 6-8 лет, как правило, делятся эмоциями с близкими людьми, чаще всего с родителями, а не со сверстниками. Взрослые дети, 9-12 лет, также отдают предпочтение близким людям (матерям доверяют в 93 % случаев; отцам — в 89 %). Однако в этот возрастной период социальный обмен эмоциями также может распространяться на братьев и сестер, бабушек и дедушек, иногда на сверстников, в отдельных случаях, даже на домашних животных и любимые игрушки. Подростки склонны выбирать собеседников среди родственников и друзей. Молодые люди в равной степени склонны к откровенности и с родственниками, и с друзьями и половыми партнерами. Взрослые люди выбирают для этих целей супругов и своих половых партнеров.
Уровень образования.
Часто для участия во многих психологических экспериментах исследователи привлекают студентов колледжей. Опыты в области социального обмена эмоциями — не исключение. Ученых волновал вопрос: влияет ли уровень образования на то, в какой форме индивиды делятся друг с другом эмоциями. В 1998 году этот вопрос стал предметом отдельного исследования: эксперименты проводились среди девочек, учениц начальных, средних и старших классов школы, среди студенток колледжей, а также среди магистрантов. Хотя есть основания полагать, что уровень образования может влиять на модель поведения, в данном случае каких-либо отличий не было выявлено.
Культура.
Объектами первых исследований в области социального обмена эмоциями стали исключительно жители Бельгии и Франции. И хотя последующие исследования, проводимые в Нидерландах, Италии и Испании, дали схожие результаты, вопрос о том, как происходит социальный обмен эмоциями в странах, выходящих за пределы Западной Европы, остается открытым. В рамках первого исследования было проведено сравнение между жителями Нидерландов и иммигрантами из Турции и Суринама. Согласно результатам данного исследования, социальный обмен эмоциями важен для каждого из вышеупомянутых государств. Другие исследования, в которых проводилось сравнение западной и восточной культур, выявили, что социальный обмен эмоциями в восточных странах проявляется меньше, чем в странах Запада. В среднем, респонденты из западных стран делились эмоциями намного чаще (5-6 раз в день), жители восточных государства — в два раза меньше. Также было выявлено, что у азиатов проходит гораздо больше времени между событием и моментом, когда они готовы поделиться своими переживаниями с другими, в отличие от участников из стран Западной Европы. Выявленные различия могут отражать уровень социального взаимодействия, характерный для каждой из культур: индивидуалистического или коллективного. В культурах, где доминирует индивидуалистическая составляющая, социальное взаимодействие более разнообразно, чем в коллективистских культурах, где центром взаимодействия обычно является семья.

## Причины, по которым индивиды делятся эмоциональными переживаниями друг с другом
В 2007 году было проведено исследование для того, чтобы выяснить, что побуждает людей делиться своими эмоциями.
В результате эксперимента был выявлен ряд причин:
1. Повторное переживание: стремление вспомнить или снова пережить событие.
2. Разрядка: стремление выразить эмоции, которые оказывают сильное влияние, на психологическое состояние, своеобразная попытка катарсиса.
3. Получение помощи, поддержки и утешения: желание встретить сочувствие.
4. Оправдание: стремление получить одобрение поступкам, за которые индивид винит себя.
5. Внесение ясности: желание объяснить некоторые важные детали события, которые, на первый взгляд, могут оказаться непонятными окружающим.
6. Совет: стремление решить проблемы, которые возникают в связи с данным событием.
7. Сближение: намерение сблизиться с другими людьми, избежать чувства одиночества.
8. Эмпатия: стремление взволновать собеседника.
9. Привлечение внимания: желание произвести впечатление на других людей.
10. Развлечение: способ разрядить обстановку.

## Причины, по которым люди избегают социального обмена эмоциями
Считается, что люди не желают рассказывать о тех событиях, которые связаны со слишком сильными эмоциональными переживаниями. Риме считал, что, с одной стороны, это связано с тем, что индивиды не могут выразить свои эмоции. С другой стороны, есть также предположение, что люди сознательно отказываются рассказывать о подобных событиях, поскольку не хотят снова переживать сильные отрицательные эмоции. Хотя исследования показали, что по силе эмоций, о которых люди рассказывают, и события, о которых они предпочитают молчать, по силе эмоций примерно одинаковы.

## Коллективный аспект данного феномена
В момент, когда происходит обмен тем или иным эмоциональным переживанием внутри группы людей, оно становится частью общего знания.. Информация о том или ином событии, пережитом одним человеком, может стать известной более чем 50 людям через вторичные или третичные социальные обмены эмоциями. Иногда событие может стать известным и более многочисленной группе, например, населению целых городов или стран, если эмоции, связанные с этим событием, очень сильны, или в случае, если множество людей одновременно переживает одни и те же чувства.

## Критика
Поскольку феномен социального обмена эмоциями был обнаружен относительно недавно, противников данной концепции на данный момент не обнаружено. Однако есть положительные отзывы, вот один из них:
«Последствия такого подхода к проблеме весьма значительны: в частности, это ведет к пониманию социальных эмоций разделяемых между людьми. В теории Б.Риме рассматриваются причины возникновения этого обмена, его последствия, а также сделана попытка выйти на механизмы данных процессов. Конкретные исследования в рамках данных направлений исследуют то, как другие люди реагируют на различные события. И что данный процесс обмена эмоциями имеет социальные и межличностные последствия: эмпатию и симпатию, чувство привязанности, социальную интеграцию и дальнейший обмен эмоциями с третьими лицами».

## Cм.также
- Межличностные отношения
- Социальное познание